# Устинов, Семён Иванович
Семён Иванович Устинов (5 сентября 1912 — 29 сентября 1944) — советский офицер, участник Великой Отечественной войны, командир взвода 3-го стрелкового батальона 241-го гвардейского стрелкового полка 75-й гвардейской стрелковой дивизии 30-го стрелкового корпуса 60-й армии Центрального фронта, гвардии младший лейтенант, Герой Советского Союза (1943) .

## Биография
Родился 5 сентября 1912 в селе пригородная Прудская Слобода города Михайлов (ныне село Прудская Михайловского района Рязанской области). Окончил 4 класса школы.
В Красной Армии с декабря 1941 года. Окончил курсы младших лейтенантов. С марта 1943 года командир взвода 3-го стрелкового батальона 241-го гвардейского стрелкового полка 75-й гвардейской стрелковой дивизии.
Особо отличился гвардии младший лейтенант Устинов С. И. при форсировании реки Днепр севернее Киева, в боях при захвате и удержании плацдарма в районе сёл Глебовка и Ясногородка (Вышгородский район Киевской области) на правом берегу Днепра осенью 1943 года. В наградном листе командир полка гвардии подполковник Бударин Н. П. написал:

24.09.1943 года одним из первых со своим стрелковым взводом форсировал Днепр и схода вступил в бой с противником. В смертельной схватке с превосходящими силами противника взводом отбил 8 контратак противника, чем обеспечил дальнейшее форсирование Днепра остальными подразделениями полка. Лично сам в этом бою уничтожил 20 гитлеровцев. 
Указом Президиума Верховного Совета СССР от 17 октября 1943 года за успешное форсировании реки Днепр севернее Киева, прочное закрепление плацдарма на западном берегу реки Днепр и проявленные при этом мужество и геройство гвардии младшему лейтенанту Устинову Семёну Ивановичу присвоено звание Героя Советского Союза с вручением ордена Ленина и медали «Золотая Звезда».
Устинов С. И. участвует в освобождении Украины, затем Белоруссии. В боях за освобождение Латвии на территории Цесисского района гвардии младший лейтенант Устинов погиб 29 сентября 1944 года.
Похоронен на воинском братском кладбище в посёлке Аугшлигатне (Augšlīgatne) волости Лигатнес Цесисского района Латвии.

## Награды
- Медаль «Золотая Звезда» № ---- Героя Советского Союза (17 октября 1943);
- орден Ленина.